# Neuweilnau
Neuweilnau is een plaats in de Duitse gemeente Weilrod, deelstaat Hessen, en telt 166 inwoners (2005).

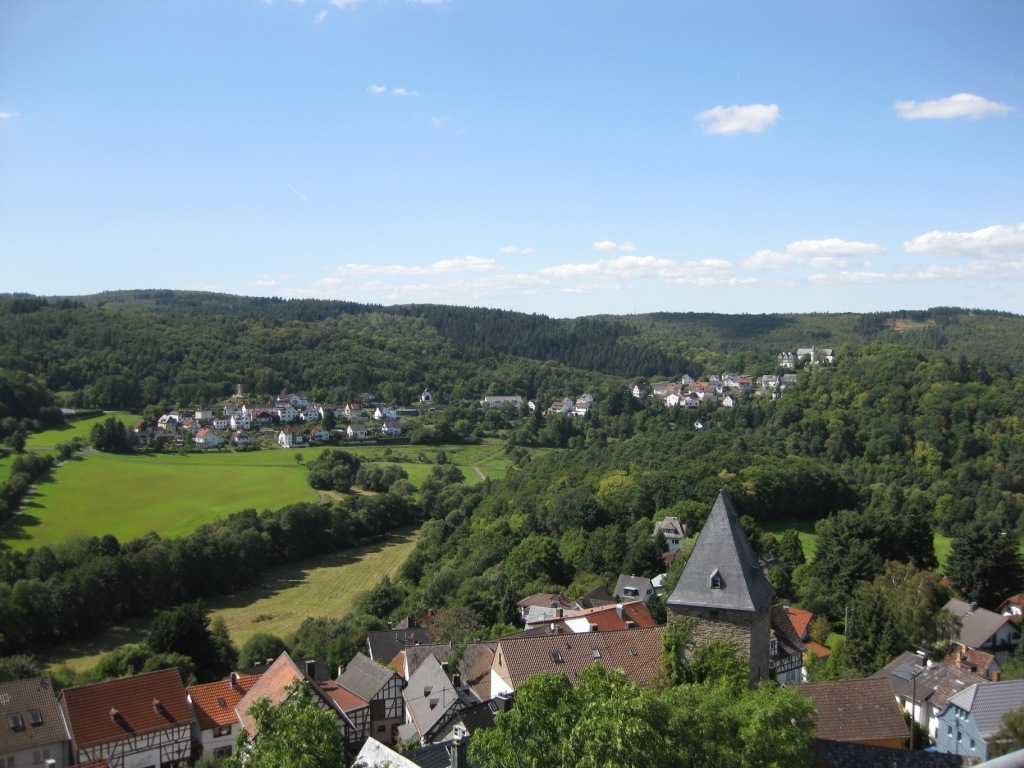
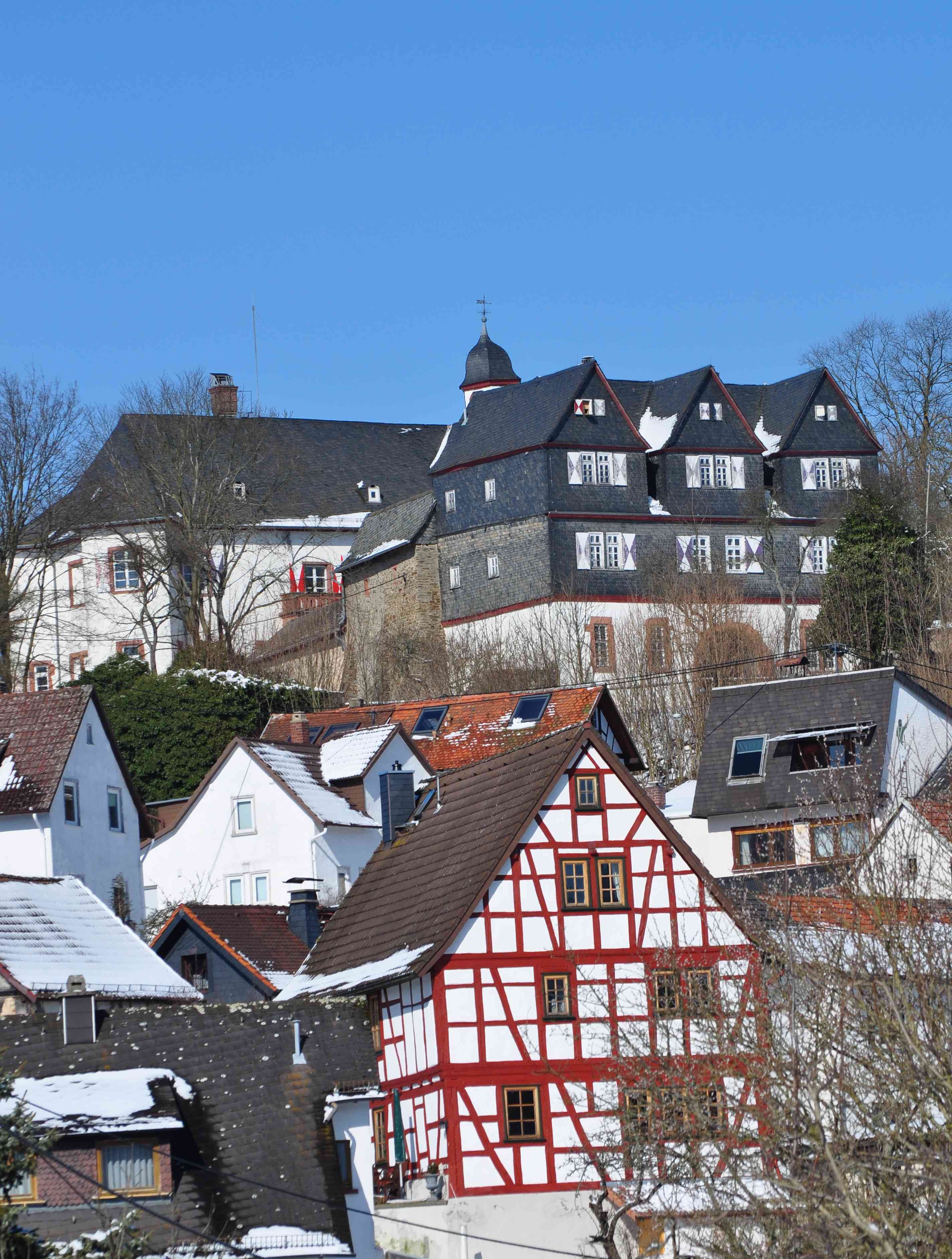